# Estação Ferroviária de Martingança
A Estação Ferroviária de Martingança é uma interface da Linha do Oeste, que serve a localidade de Martingança, no concelho de Alcobaça, em Portugal, e onde entronca na rede ferroviária o Ramal de Maceira-Liz. Também foi o ponto de entroncamento com o Caminho de Ferro Mineiro do Lena, uma rede de via estreita que servia várias explorações mineiras e povoações nos concelhos de Alcobaça e de Porto de Mós, entre 1924 e 1945.[carece de fontes?]

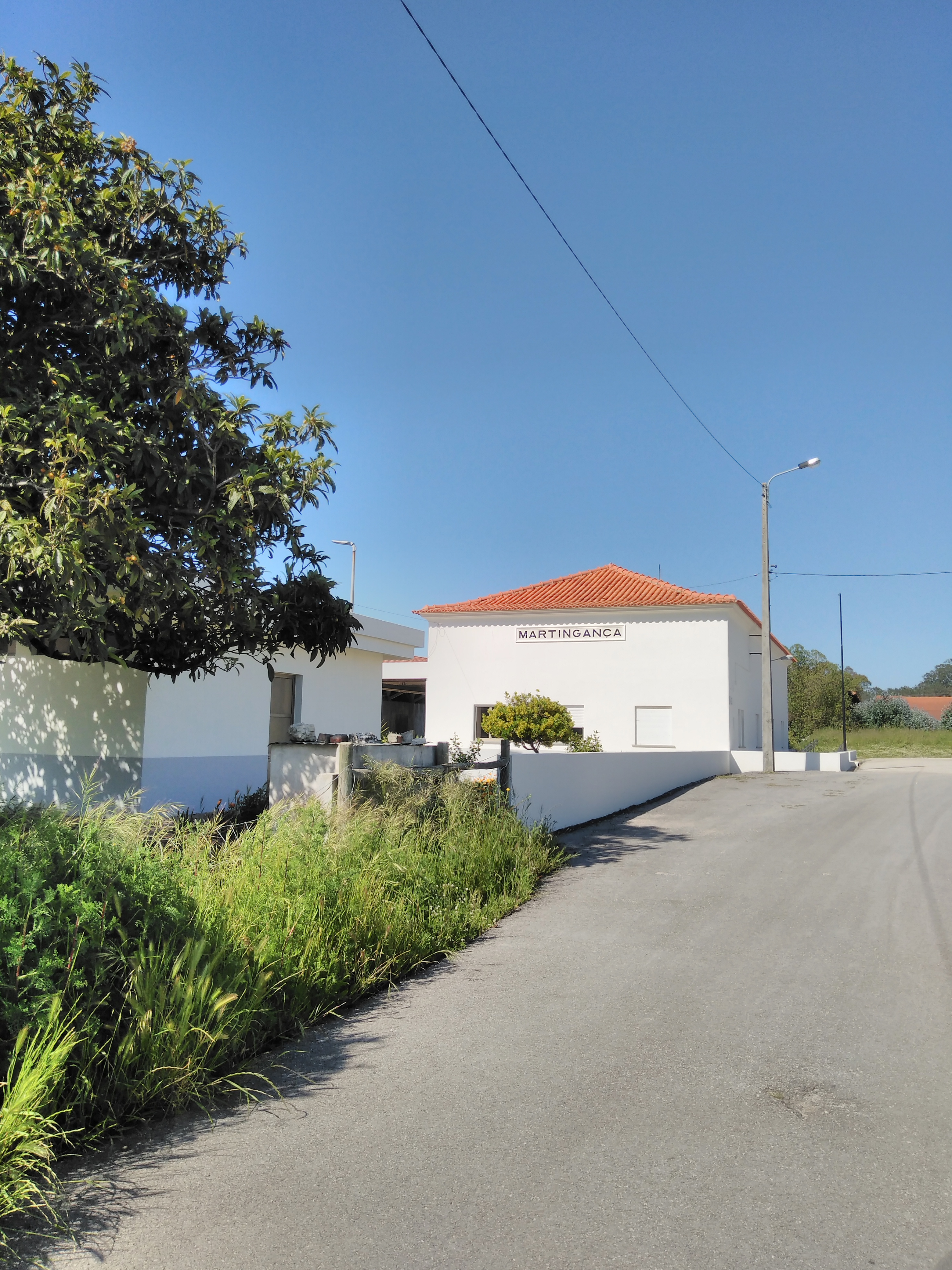
Estação de Martingança, vista de sudoeste, em 2018

## Descrição

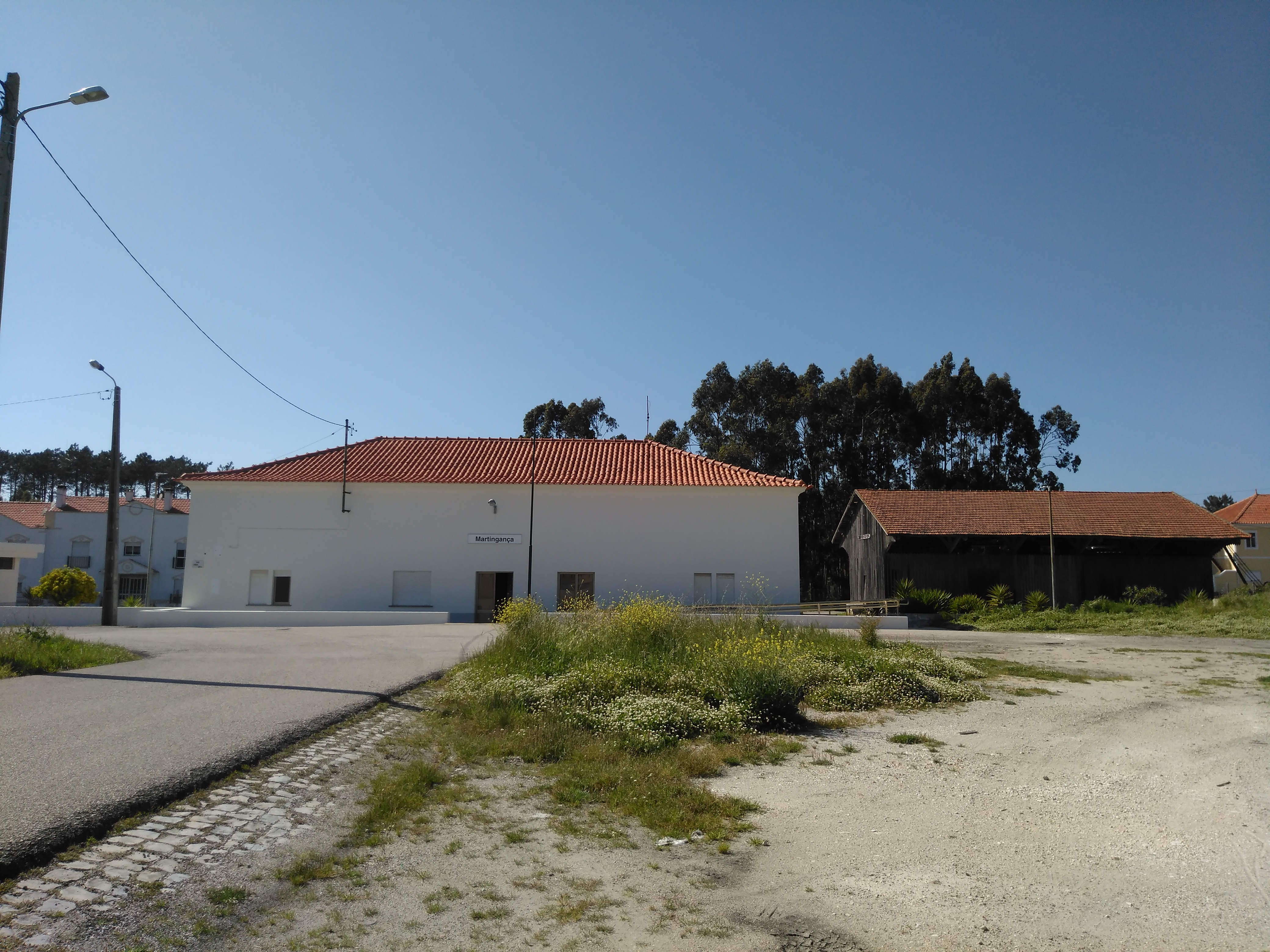
Estação de Martingança e respetivo armazém, vistos de sudeste, em 2018

### Localização e acessos
A estação tem acesso pela Rua dos Caminhos de Ferro, junto à localidade de Martingança.

### Infraestrutura
Em dados oficiais da Rede Ferroviária Nacional publicados a 6 de Janeiro de 2011, Martingança possuía três vias de circulação, duas com 479 m e uma com 300 m de comprimento, enquanto que as duas plataformas tinham 190 e 182 m de extensão, e 55 cm de altura. Nesta estação insere-se na rede ferroviária o ramal particular Martingança-Maceira (Secil).

### Serviço
Esta estação é servida por comboios de passageiros regionais e inter-regionais (Linha do Oeste) da CP com destino às estações das Caldas da Rainha, Coimbra-B, Figueira da Foz, Leiria e Santa Apolónia.

## História

### Abertura ao serviço
Esta interface insere-se no troço entre Torres Vedras e Leiria da Linha do Oeste, que abriu à exploração pública em 1 de Agosto de 1887, pela Companhia Real dos Caminhos de Ferro Portugueses.

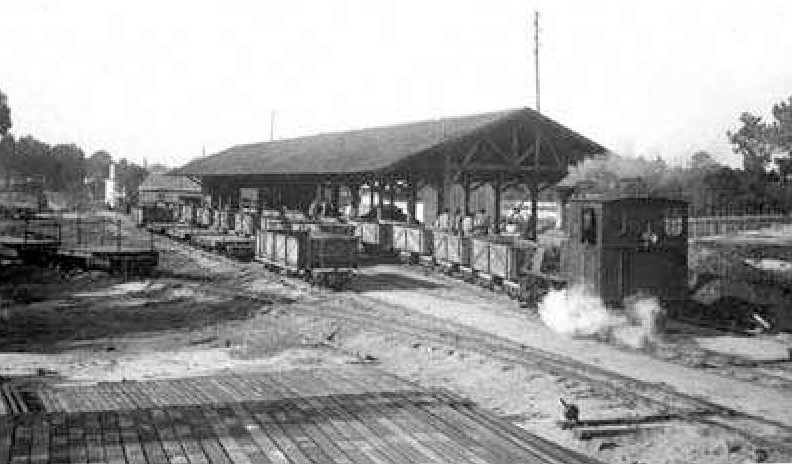
Comboio mineiro na Estação de Martingança, em 1927

### Século XX
Em 21 de Janeiro de 1924, entrou ao serviço o lanço entre Martingança e Batalha da Linha de Martingança à Mendiga. Esta linha, com uma bitola de 600 mm, seria para transportar o minério de carvão vindo do couto mineiro do Lena. Em 1927, foram estabelecidas as comunicações telefónicas entre as estações de Martingança e Batalha. Esta rede mineira conheceu depois uma grande expansão, sendo expandida até outras explorações, e as vias transformada em bitola métrica. A linha foi concluída com a chegada a Porto de Mós, em 11 de Setembro de 1930. Esta linha servia essencialmente para o transporte de carvão vindo das minas da Bezerra, mas também chegou a transportar passageiros de várias povoações ao longo do seu percurso. Posteriormente, o governo mostrou interesse em integrar as vias mineiras numa rede ferroviária de bitola métrica entre as linhas do Norte e do Oeste, ficando então a linha até Martingança como um dos eixos essenciais dessa rede. No entanto, os planos para a expansão da rede acabaram por ser interrompidos devido aos problemas financeiros da a empresa concessionária do caminho de ferro mineiro, a The Match and Tobacco Timber Supply Co., e às ordens do governo, que em 1933 suspendeu a maior parte dos processos para a construção das linhas que estavam planeadas.
Entre 1931 e 1933, a Junta Autónoma das Estradas ligou a estação às localidades de Maceira e Martingança.
Em 1958, o movimento de mercadorias nesta estação era reduzido, sendo principalmente expedidos criação e caça. Em 1961, as principais expedições, no regime de vagão completo em pequena velocidade, eram cimento, lenha e motano, e cal hidráulica, vinda do Ramal de Maceira-Liz.
Em 1961, a estação de Martingança era utilizada por serviços de passageiros e mercadorias da Companhia dos Caminhos de Ferro Portugueses, em combinação com a Sociedade Estoril. Em 1958, era das estações com menor movimento de passageiros na zona, com picos de movimento em Julho, Agosto e Setembro.

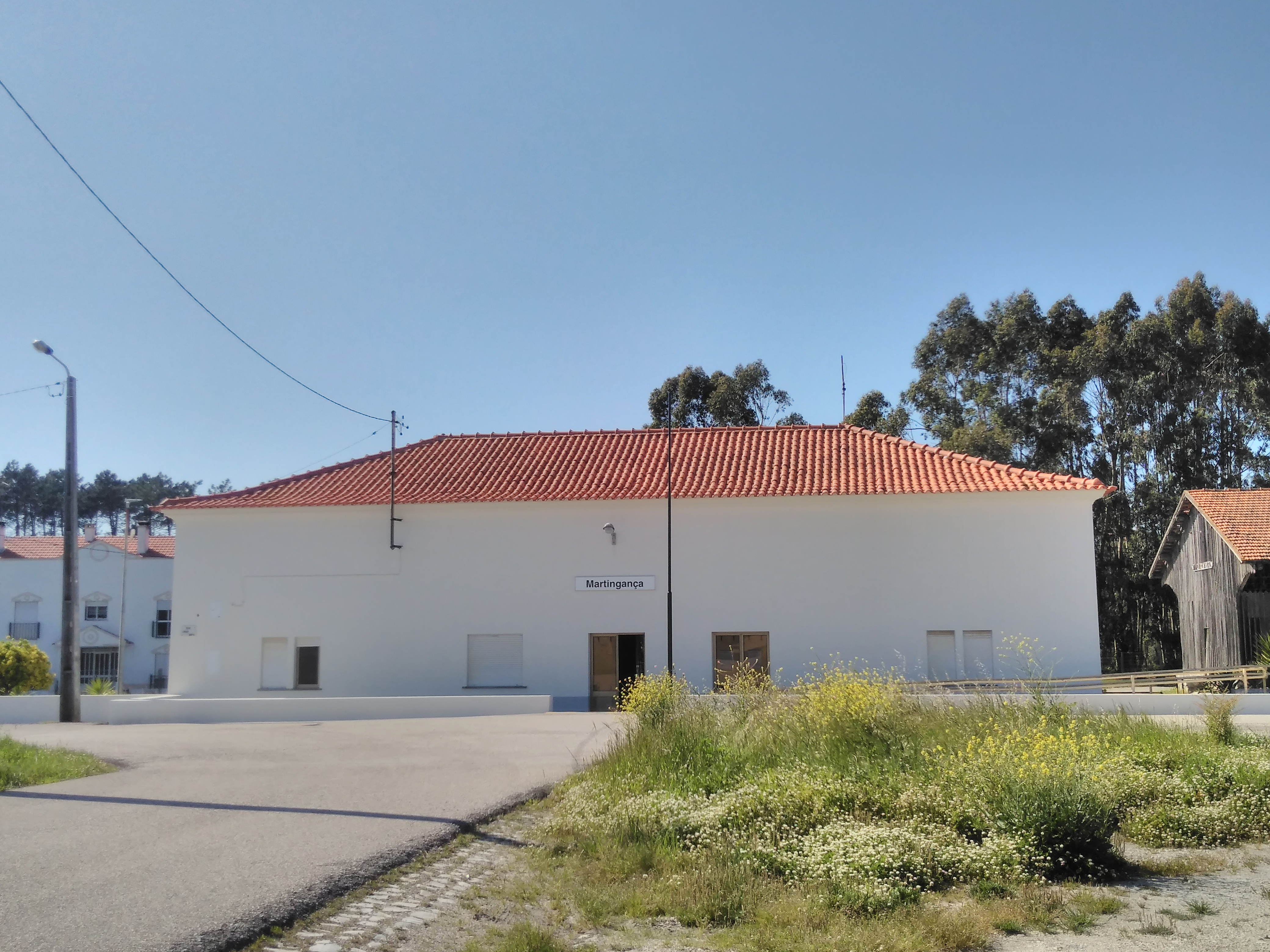
Aspeto do edifício da estação, em 2018.

### Século XXI
Em 2021, cem anos depois de inaugurado, o ramal ferroviário de Maceira-Liz deixou de transportar cimento.